# Ab esse ad posse
Ab esse ad posse valet, o per esteso Ab esse ad posse valet, a posse ad esse non valet (consequentia), è un principio logico che vuol dire: quel che esiste è possibile, ma quello che è possibile non necessariamente esiste.
La regola logica esprime una conseguenza modale: «Quod existit, id est possibile» ovvero «ciò che esiste è possibile».